# Djurgårdsbrunnsviken
Koordinaten: 59° 19′ 52″ N, 18° 6′ 32″ O

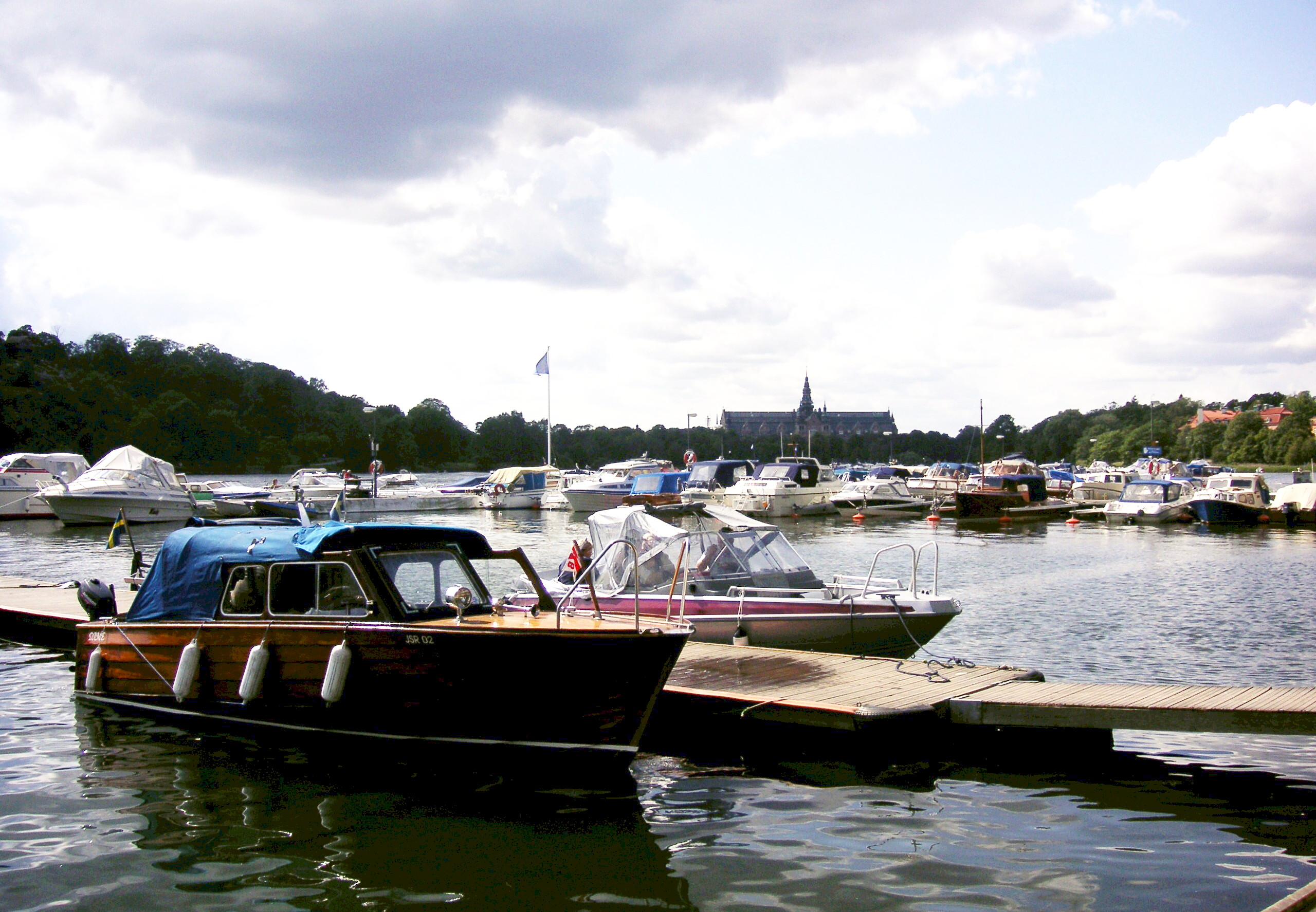
Djurgårdsbrunnsviken 2007, im Hintergrund das Nordiska Museet

Djurgårdsbrunnsviken ist eine lang gestreckte Bucht der Ostsee, die sich weit in das Stadtgebiet von Stockholm hineinstreckt. 
Im Westen wird Djurgårdsbrunnsviken von der Brücke Djurgårdsbron begrenzt und nach Osten hin geht sie in den Djurgårdsbrunnskanal über. Die Bucht liegt zwischen dem Stadtteil Östermalm im Norden und der Insel Djurgården im Süden. 
Um den Djurgårdsbrunnsviken liegen einige interessante Bauten und Anlagen. Im Süden, auf Djurgården befindet sich das Freiluftmuseum Skansen, im Norden auf der Seite Östermalms liegen weitere Museen, wie das Technische Museum (Tekniska museet) und das Schifffahrtsmuseum (Sjöhistoriska museet), sowie die exklusive Villensiedlung Diplomatstaden, das Diplomatenviertel Stockholms.  
Während der Olympischen Sommerspiele 1912 wurden auf dem Djurgårdsbrunnsviken die Ruder- und Schwimmwettkämpfe ausgetragen und im Jahr 1930 wurden die Pavillons der Stockholmer Ausstellung am Nord- und Südufer der Bucht errichtet.

## Fakten
- Länge: 2000 Meter
- Breite: maximal 380 Meter
- Tiefe: zwischen 2,5 und 9,4 Metern
- Fläche: 38,5 Hektar
- Wasservolumen: ca. 1,56 Millionen m3